# Prix Godecharle
Le prix Godecharle aussi appelé concours Godecharle est un prix décerné à des artistes de moins de 28 ans, pour les candidats-peintres et sculpteurs et de moins de 30 ans pour les candidats-architectes belges et aux ressortissants de l’un des pays de l’Union européenne domiciliés ou résidant en Belgique depuis au moins cinq ans.

## Histoire

### La Fondation Godecharle
C'est dans sa maison située au numéro 14 de la place des Martyrs à Bruxelles qu'en 1871, le 15 mars, Napoléon Godecharle, le fils du sculpteur belge Gilles-Lambert Godecharle signe son testament décidant de léguer sa fortune à l'État belge.
Il y précise la manière dont il entend voir utiliser ses revenus afin de créer une fondation qui portera son nom, la Fondation Godecharle. Selon ses volontés, la Fondation Godecharle aura pour mission d'organiser des concours de peinture, de sculpture et d'architecture à l'issue desquels les lauréats se verront attribuer une bourse d'études leur permettant de compléter leur formation par des voyages à l'étranger.
Le souhait du testateur est que ces bourses encouragent les bénéficiaires, qu'elles les affermissent dans leur vocation et les aident, grâce à leur connaissance directe des chefs-d’œuvre  du monde, à découvrir leur personnalité.
Faut-il y voir le désir de laisser une trace de son passage à la postérité ? Non ce qui l'anime davantage, c'est l'amour de l'art, des jeunes et de la patrie et le souvenir des grandes difficultés rencontrées par son père, avant que celui-ci ne devienne célèbre dans l’Europe entière.

### Le concours ou prix Godecharle
Le concours Godecharle est institué en 1878.
L'objectif du concours vise à récompenser par un prix en argent les jeunes artistes belges qui y participent pour autant que l'œuvre qu'ils soumettent au jury du concours témoigne d’une aptitude remarquable et donne des espérances fondées d’un grand succès, capables de contribuer, plus tard, par leurs créations futures, au rayonnement et à la renommée artistique de la Belgique.
Les compétitions seront organisées tous les trois ans, à l'occasion des Salons triennaux des Beaux-Arts de Bruxelles.
La bourse d'études octroyée à l'origine s'élevait à la somme de 4,000 francs belges par an; elle était accordée pour un terme de trois ans.
C'est en 1881 que le premier concours est organisé. Un seul prix est décerné par le jury; celui de peinture à l'artiste bruxellois Eugène Broerman.
Il faudra attendre le concours de 1884 pour que les prix de sculpture et d'architecture soient décernés aux premiers lauréats, le sculpteur Paul Du Bois et l'architecte Victor Horta, chef de file incontesté des architectes Art nouveau en Belgique,.
La compétition sera suspendue durant la Première Guerre mondiale. Les concours ne reprendront qu'en 1921, sans discontinuer depuis. À partir de 1931, le concours a lieu tous les deux ans.
La renommée du concours dépend avant tout et surtout de la valeur des artistes qui acceptèrent de faire partie des jurys mais également de leurs lauréats, dont certains ont acquis une renommée internationale, tels Pierre Alechinsky, Émile Claus, Paul Delvaux, Léon Frédéric, Victor Horta, Fernand Khnopff ou encore Constant Permeke.
Le montant de la bourse actuellement versée aux lauréats s'élève à 5 000 euros pour un terme de deux ans, ce montant étant payable annuellement par moitié. Cette somme sera affectée, conformément au souhait du fondateur, à des voyages d’études et de recherches à l’étranger.
La gestion de la fondation Godecharle est assurée par la Commission provinciale des Fondations de bourses d’études du Brabant, située au numéro 30 du boulevard Simon Bolivar - WTCIII/boite 11 à Bruxelles. C'est cette commission qui organise les concours aujourd'hui.
La particularité de ce concours repose sur le fait que des jeunes talents quasi inconnus ont été reconnus par les membres des jurys, toujours composés d'artistes de renom.

## Le jury
Les bourses Godecharle sont attribuées par une commission, sur base des propositions faites par les jurys de concours. Les artistes sculpteurs, peintres et architectes les plus renommés ont accepté d'en faire partie.
Alexia Creusen relève qu'en 1921 un jury, composé des peintres Émile Claus, Armand Rassenfosse et Alberto Ciamberlani, attribue le prix Godecharle de peinture pour la première fois à une femme, en la personne d'Éliane de Meuse.

## Lauréats
Lauréats du prix Godecharle depuis 1881 à nos jours,.
| Année | Sculpture                                                                   | Peinture                                                                | Architecture                                                                                  |
| ----- | --------------------------------------------------------------------------- | ----------------------------------------------------------------------- | --------------------------------------------------------------------------------------------- |
| 1881  |                                                                             | Eugène Broerman                                                         |                                                                                               |
| 1884  | Paul Du Bois                                                                | Guillaume Van Strydonck                                                 | Victor Horta                                                                                  |
| 1887  | Égide Rombaux                                                               | José Dierickx                                                           | Michel De Braey                                                                               |
| 1890  | Victor Rousseau                                                             | Auguste Levêque                                                         | Adolphe Kockerols                                                                             |
| 1893  |                                                                             | Ernest Wante - Second prix : Edouard Van Esbroeck                       | Émile Lambot                                                                                  |
| 1895  | Léon Gobert (sculpteur)                                                     |                                                                         |                                                                                               |
| 1897  | Edward Deckers et Jacques Marin                                             | Alfred Bastien                                                          |                                                                                               |
| 1900  | Paul Nocquet                                                                | Philippe Swyncop et Paul Artot                                          | Paul Bonduelle                                                                                |
| 1903  | Charles De Brichy                                                           | Isidore Opsomer                                                         | Joseph Van Neck                                                                               |
| 1907  | 1er prix : Charles Collard 2e prix : Rik Wouterspartagé avec Marcel Wolfers | Joe English                                                             | Pol Berger                                                                                    |
| 1910  | Marnix d'Haveloose                                                          | Pol Van de Broek 2e prix : Tony Van Os                                  | Arthur Smet                                                                                   |
| 1914  | Alfred Courtens                                                             | François Pycke                                                          | Jean Hendrickx                                                                                |
| 1921  |                                                                             | Éliane de Meuse, première femme à recevoir le Prix                      |                                                                                               |
| 1924  | John Cluysenaar                                                             | Léon Navez                                                              | Antoine Courtens                                                                              |
| 1926  | Jeanne Louise Milde                                                         |                                                                         |                                                                                               |
| 1928  | Fernand Debonnaires                                                         | Taf Wallet                                                              | Victor Maeremans                                                                              |
| 1931  |                                                                             | Peter Colfs et Maurice Schelck                                          |                                                                                               |
| 1933  | Pol Van Esbroeck                                                            | Jean Vander Loo                                                         |                                                                                               |
| 1935  |                                                                             | Geert Reusens                                                           | Emile Demey et Renaat Braem                                                                   |
| 1937  |                                                                             | Taf Wallet                                                              | Georges Lambeau                                                                               |
| 1939  | Elisabeth Barmarin                                                          | Gustave Camus                                                           |                                                                                               |
| 1941  | Albert Baisieux                                                             | Luc Peire                                                               |                                                                                               |
| 1943  | Lode Eyckermans                                                             | Maurits Van Saene                                                       | Clara Bourgonjon                                                                              |
| 1945  |                                                                             |                                                                         |                                                                                               |
| 1947  | André Hupet                                                                 |                                                                         |                                                                                               |
| 1949  | Rik Poot                                                                    | Jacques Lussie                                                          |                                                                                               |
| 1951  | Robert Coolens                                                              |                                                                         |                                                                                               |
| 1953  |                                                                             |                                                                         |                                                                                               |
| 1955  | Christian Leroy                                                             |                                                                         |                                                                                               |
| 1957  | Jean-Pierre Ghysels                                                         | Jacqueline Desmare                                                      | Jean Wilfart                                                                                  |
| 1959  | Pol Spilliaert                                                              | Mary Habsch (ex æquo)                                                   |                                                                                               |
| 1961  | Frans Van Den Brande                                                        | Solange François                                                        | Jean-Pierre Santenois                                                                         |
| 1963  |                                                                             | Karel Dierickx                                                          |                                                                                               |
| 1965  |                                                                             |                                                                         |                                                                                               |
| 1967  |                                                                             | Nathalie Van Lierde                                                     |                                                                                               |
| 1969  |                                                                             | Christine Teller                                                        | Johan Baele                                                                                   |
| 1971  |                                                                             |                                                                         | Wim Mortelmans et Jean-Claude Herman                                                          |
| 1973  |                                                                             | Christian Rolet                                                         | Claude Leveque                                                                                |
| 1975  |                                                                             | Marianne Dock                                                           | Luke Vanhooren                                                                                |
| 1977  | Olivier Leloup                                                              | Jacques 't Kindt                                                        |                                                                                               |
| 1979  | Eddy Walrave                                                                | Herman Maes                                                             | Paul Robbrecht                                                                                |
| 1981  | Tom Frantzen,                                                               |                                                                         | Christian Kieckens                                                                            |
| 1983  | Vincent Rouseau et Lucie Sentjens                                           | Barthel Ritzen                                                          |                                                                                               |
| 1985  | Bart Decq                                                                   | Elsje Lemaire                                                           | Luc Van De Steene                                                                             |
| 1987  | Louis Halleux                                                               | Daniel Colin                                                            |                                                                                               |
| 1989  | Bart De Zutter                                                              | Gery De Smet                                                            | Martine De Maeseneer                                                                          |
| 1991  | Sven 't Jolle                                                               | Nico De Gughtenaere                                                     |                                                                                               |
| 1993  | Robin Vokaer                                                                | Stefan Annerel                                                          | Nathalie Vervenne                                                                             |
| 1995  | Alexandra Jacquet                                                           | Yves Lecomte                                                            |                                                                                               |
| 1997  | Christina Van Glabeke, Mario Ferretti (mention)                             | Katleen Vermeir, Xavier Martin (mention)                                | Peter Swinnen, Pierre Lemaire (mention)                                                       |
| 1999  | Alexis Remacle                                                              | Sarah Walraet                                                           | Pierre Lemaire                                                                                |
| 2001  |                                                                             | Thijs Snauwaert                                                         | Vincent Callebaut et Caroline Voet                                                            |
| 2003  | Denis Mahin                                                                 | Stephan Balleux, Baptiste Colmant (mention), Vasken Mardikian (mention) | Leonard Gellegos, Evelyne Hamblok (mention), Cedric Libert (mention), Olivier Mylle (mention) |
| 2005  | Nick Ervinck, Cathy Weyders (mention)                                       | Boris Thiebaut, Chiel Lambrecht (mention), Vincent Verscheure (mention) | Pieter D'Haeseleer                                                                            |
| 2007  |                                                                             | Marie Zolamian                                                          | Kelly Hendriks                                                                                |
| 2009  | Steve Dehoux                                                                | Anna-Maija Rissanen                                                     | Chloé Dewolf                                                                                  |
| 2011  | Caroline de Sauvage                                                         | Lucie Flamant                                                           | Axel Clissen                                                                                  |
| 2013  | Nel Bonte                                                                   | Pierre Maurcot                                                          | Steven Schenk                                                                                 |
| 2015  | Ronja Schlickmann                                                           | Hadrien Bruyaux                                                         | Evelyne Baeten                                                                                |
| 2017  | Conrad Willems                                                              | Charlotte Flamand                                                       | Wouter Verstraete                                                                             |
| 2022  |                                                                             |                                                                         | Cente Van Hout, Tomás Barberá Ramallo (vermelding)                                            |

## Artistes renommés ayant fait partie des jurys
En sculpture
George Minne, Adolphe Wansart, Marcel Rau, Oscar Jespers, Charles Leplae, etc.
En peinture
Léon Frédéric, Fernand Khnopff, Valerius De Saedeleer, Philibert Cockx, Jean Brusselmans, Constant Permeke, Pierre Paulus, Albert Saverys, Louis Buisseret, Paul Delvaux, Léon Devos, Louis Van Lint, Rick Slabbinck, Vic Gentils, Oscar Landuyt, Roger Somville, Jo Delahaut, Cyr Frimout, etc.
En architecture
Georges Brunfaut, Victor Bourgeois, etc.